# Odontocera tibialis
Odontocera tibialis là một loài bọ cánh cứng trong họ Cerambycidae.